# Andriej Grieczin
Andriej Władimirowicz Grieczin (ros. Андрей Владимирович Гречин; ur. 21 października 1987 w Barnaule) – rosyjski pływak specjalizujący się w stylu dowolnym, dwukrotny mistrz Europy.
Do największych sukcesów Rosjanina zalicza się zdobycie w 2012 roku brązowego medalu na igrzyskach olimpijskich w Londynie w  sztafecie 4 × 100 m stylem dowolnym.
Na mistrzostwach świata w 2009 roku w Rzymie Grieczin wywalczył srebrny medal w sztafecie 4 × 100 m stylem dowolnym.
W swoim dorobku Rosjanin ma także dwa złote medale mistrzostw Europy. Pierwszy zdobył w 2008 roku w Eindhoven w sztafecie 4 × 100 m stylem zmiennym, a dwa lata później w Budapeszcie zwyciężył będąc w sztafecie 4 × 100 m stylem dowolnym. W tej samej konkurencji Grieczin w 2006 roku zajął drugie miejsce na mistrzostwach Europy w Budapeszcie. Na mistrzostwach Europy na krótkim basenie w 2011 roku w Szczecinie Rosjanin wywalczył srebrny medal w wyścigu sztafetowym 4 × 50 m stylem dowolnym.

## Odznaczenia
- Zasłużony Mistrz Sportu